# Mohammed ech-Cheikh el-Mamoun
Mohammed ech-Cheikh el-Mamoun (Marrakech, 1566 - 1613) est le huitième sultan de la dynastie saadienne. Basé à Fès, il a régné sur une partie du Maroc de 1603 à 1608.
Fils d'Ahmed el-Mansour et d'une concubine esclave nommée Elkheizourân (ou Djauher selon d'autres variantes), il succède à son frère Abou Faris et cherche à se rapprocher des Ottomans, entrant en totale contradiction avec la politique traditionnelle des Saadiens qui préconisent un rapprochement avec les Espagnols.
Le Maroc connaissait à ce moment, une période d'anarchie et de troubles dus principalement aux conflits princiers, à l'établissement des Espagnols au sud du Maroc, à l'avancée des Ottomans (de la régence d'Alger) jusqu'à Taza et aux desseins des confréries et des courants maraboutiques.[pas clair]